# NGC 698
NGC 698 је спирална галаксија у сазвежђу Пећ која се налази на NGC листи објеката дубоког неба.
Деклинација објекта је - 34° 49' 53" а ректасцензија 1h 49m 43,6s. Привидна величина (магнитуда) објекта NGC 698 износи 14,0 а фотографска магнитуда 14,8. NGC 698 је још познат и под ознакама ESO 353-51, MCG -6-5-5, AM 0147-350, PGC 6710.